# Ecce homo
Ecce homo (hrv. Evo čovjeka) latinski je izraz koji je izgovorio Poncije Pilat nakon što je prikazao bičevanog Krista, vezana i okrunjena trnjem, neprijateljski raspoloženoj masi, prije njegova raspeća.
Izraz se nalazi u Evanđelju po Ivanu (19:5). Izvorno na grčki izraz glasi "ἰδοὺ ὁ ἄνθρωπος" (Idu ho anthropos). Ovo je jedan od najviše prikazivanih prizora kršćanske umjetnosti.